# Vishrampur
Vishrampur è una suddivisione dell'India, classificata come census town, di 12.366 abitanti, situata nel distretto di Surguja, nello stato federato del Chhattisgarh. In base al numero di abitanti la città rientra nella classe IV (da 10.000 a 19.999 persone).

## Geografia fisica
La città è situata a 23° 11' 23 N e 83° 00' 17 E.

## Società

### Evoluzione demografica
Al censimento del 2001 la popolazione di Vishrampur assommava a 12.366 persone, delle quali 6.597 maschi e 5.769 femmine. I bambini di età inferiore o uguale ai sei anni assommavano a 1.496, dei quali 786 maschi e 710 femmine. Infine, coloro che erano in grado di saper almeno leggere e scrivere erano 9.538, dei quali 5.495 maschi e 4.043 femmine.